# Европско првенство у атлетици на отвореном 1946 — 800 метара за мушкарце
Трка на 800 м у мушкој конкуренцији на 3. Европском првенству у атлетици 1946. одржана је 22. и 24. августа на стадиону Бислет у Ослу.
Титулу освојену у Паризу 1938, није бранио Рудолф Харбиг из Немачке.

## Земље учеснице
Учествовало је 17 такмичара из 12 земаља.
1. Белгија (1)
2. Данска (2)
3. Исланд (2)
4. Луксембург (1)
5. Норвешка (2)
6. Пољска (1)
7. Уједињено Краљевство (1)
8. Финска (1)
9. Француска (2)
10. Чехословачка (1)
11. Швајцарска (1)
12. Шведска (2)

## Рекорди
| Рекорди пре почетка Европског првенства 1938. | Рекорди пре почетка Европског првенства 1938. | Рекорди пре почетка Европског првенства 1938. | Рекорди пре почетка Европског првенства 1938. | Рекорди пре почетка Европског првенства 1938. |
| --------------------------------------------- | --------------------------------------------- | --------------------------------------------- | --------------------------------------------- | --------------------------------------------- |
| Светски рекорд                                | Рудолф Харбиг Немачка                         | 1:46,6                                        | Милано, Италија                               | 12. август 1939.                              |
| Европски рекорд                               | Рудолф Харбиг Немачка                         | 1:46,6                                        | Милано, Италија                               | 12. август 1939.                              |
| Рекорди европских првенстава                  | Рудолф Харбиг Немачка                         | 1:50,6                                        | Париз, Француска                              | 4. септембар 1938.                            |

## Освајачи медаља
|                        |                            |                        |
| Руне Густафсон Шведска | Нилс Холст-Серенсен Данска | Марсел Ансен Француска |

## Резултати

### Квалификације
Такмичење је одржано 22. августа 17.45 у две групе. У финале су се пласирала по прва четворица из обе квалификационе групе (КВ)
| Место | Група | Атлетичар             | Земља                | Резултат | Бел. |
| ----- | ----- | --------------------- | -------------------- | -------- | ---- |
| 1.    | 1     | Руне Густафсон        | Шведска              | 1:51,1   | КВ   |
| 2.    | 1     | Марсел Ансен          | Француска            | 1:52,2   | КВ   |
| 3.    | 1     | Јерген Хелер Андерсен | Данска               | 1:52,2   | КВ   |
| 4.    | 1     | Рихард Бранкарт       | Белгија              | 1:53,5   | КВ   |
| 5.    | 2     | Нилс Холст-Серенсен   | Данска               | 1:54,2   | КВ   |
| 6.    | 2     | Оле Љундгрен          | Шведска              | 1:54,7   | КВ   |
| 7.    | 2     | Робер Шеф д’Отел      | Француска            | 1:54,8   | КВ   |
| 8.    | 2     | Томас Вајт            | Уједињено Краљевство | 1:54,8   | КВ   |
| 9.    | 2     | Карл Волкнер          | Швајцарска           | 1:55,0   |      |
| 10.   | 2     | Рунар Бјерклеф        | Финска               | 1:55,8   |      |
| 11.   | 1     | Јосеф Бартел          | Луксембург           | 1:56,1   |      |
| 12.   | 1     | Оскар Јонсон          | Исланд               | 1:56,1   | НР   |
| 13.   | 2     | Томас Сале            | Чехословачка         | 1:56,7   |      |
| 14.   | 2     | Кјартан Јохансон      | Исланд               | 1,56,7   |      |
| 15.   | 2     | Коре Вефлинг          | Норвешка             | 1:57,3   |      |
| 16.   | 1     | Дагфин Флрисанд       | Норвешка             | 1:58,4   |      |
| 17.   | 1     | Јан Станишевски       | Пољска               | 2:00,7   |      |

### Финале
Финале је одржано 24. августа.
| Место | Атлетичар             | Земља                | Резултат | Бел. |
| ----- | --------------------- | -------------------- | -------- | ---- |
|       | Руне Густафсон        | Шведска              | 1:51,0   |      |
|       | Нилс Холст-Серенсен   | Данска               | 1:51,1   |      |
|       | Марсел Ансен          | Француска            | 1:51,2   |      |
| 4.    | Оле Љундгрен          | Шведска              | 1:51,4   |      |
| 5.    | Томас Вајт            | Уједињено Краљевство | 1:51,5   |      |
| 6.    | Робер Шеф д’Отел      | Француска            | 1:53,0   |      |
| 7.    | Јерген Хелер Андерсен | Данска               | 1:53,7   |      |
| 8.    | Рихард Бранкарт       | Белгија              | 2:02,2   |      |

## Укупни биланс медаља у трци на 800 метара за мушкарце после 3. Европског првенства 1934—1946.
|    | Земља      |   |   |   |   |
| -- | ---------- | - | - | - | - |
| 1. | Немачка    | 1 | 0 | 1 | 2 |
| 2. | Мађарска   | 1 | 0 | 0 | 1 |
| 2. | Шведска    | 1 | 0 | 0 | 1 |
| 4. | Италија    | 0 | 1 | 1 | 2 |
| 4. | Француска  | 0 | 1 | 1 | 2 |
| 6. | Данска     | 0 | 1 | 0 | 1 |
|    | Укупно {6} | 3 | 3 | 3 | 9 |

|    | Атлетичар   | Земља   |   |   |   |   |
| -- | ----------- | ------- | - | - | - | - |
| 1. | Марио Ланци | Италија | 0 | 1 | 1 | 2 |